# Гаркабад
Гаркабад (перс. غرق آباد, також романізований як Gharqābād і Gharaqābād ; також знаний як Гарг Абад, стародавня назва Карагава ((Ава означає місце, як Сава та Ава) і (Караг означає Податок), місцева назва все ще Каргава) — місто в районі Новбаран, в повіті Савех, провінція Марказі, Іран. За переписом 2006 року його населення становило 4394 особи.